# 菊池瑠々
菊池 瑠々（きくち るる、1995年3月8日 - ）は、インスタグラマー、元アイドル。身長167cm。既婚。4児の母。

## 略歴
中華人民共和国の出身の両親の元、日本で生まれ育つ。
芸能プロダクションTWIN PLANETに所属し、2012年、テレビ朝日ミュージックがプロデュースした3人組アイドルグループ Love La Doll のメンバーとなるも、翌2013年に脱退した。
2015年12月、26歳上の日本人会社経営者と結婚。出会いはモデル仲間と行った食事会で、菊池はお金を持っている事が分かったため興味を持った。そして結婚した。もしもお金を持っていなかったら全く興味が無かったという。
2016年5月24日、長女出産。同年11月27日、ベストボディ・ジャパン協会主催の「ミスター＆ミス・ベストボディ・スーパーモデル 2016」に産後6か月で参加し、ミス部門でグランプリ獲得。
2018年8月14日、次女出産。2020年1月29日、長男出産。2020年4月、YouTube開始。2022年9月1日、次男出産。

## 出演

### 雑誌
- EDGE STYLE（双葉社）
- Nicky（セブン＆アイ出版）
- fAUG.（講談社）
- FRUiTS（ストリート編集室）
- 東京ウォーカー（KADOKAWA）
- Pre-mo（主婦の友社）

### テレビ番組
- ジョブチューン アノ職業のヒミツぶっちゃけます!（TBS、2015年5月 - ）

### イベント
- ファッションリーダーズ Real1
- ミスター＆ミス・ベストボディ・スーパーモデル 2016（ベストボディ・ジャパン協会）